# Come on Children
Come on Children è un film del 1973 diretto da Allan King. È incluso nella Criterion Collection, Serie Eclipse #24: The Actuality Dramas of Allan King.
(Testo di apertura del film)

## Trama
Dopo una selezione tra centinaia di teenager, 5 ragazze e 5 ragazzi dai 13 ai 19 anni vengono invitati a trascorrere dieci settimane in una casa nella campagna canadese e a lasciarsi filmare, per testimoniare cosa può avvenire. Il film mostra momenti di tutti i giorni, concentra il suo obbiettivo sulle interazioni spontanee non moderate, e i suoi microfoni sulle reazioni emotive dei ragazzi al mondo che li circonda.